# Glony
Niektóre z zamieszczonych tu informacji wymagają weryfikacji.
Dokładniejsze informacje o tym, co należy poprawić, być może znajdują się w dyskusji tego artykułu.
 Po wyeliminowaniu niedoskonałości należy usunąć szablon {{Dopracować}} z tego artykułu.

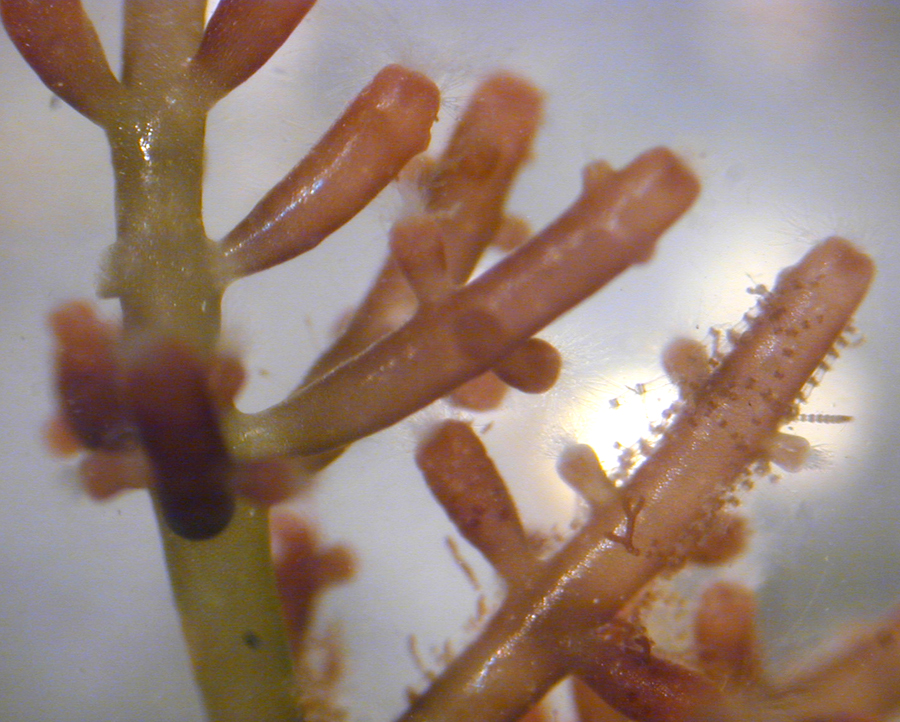
Krasnorost – Laurencia

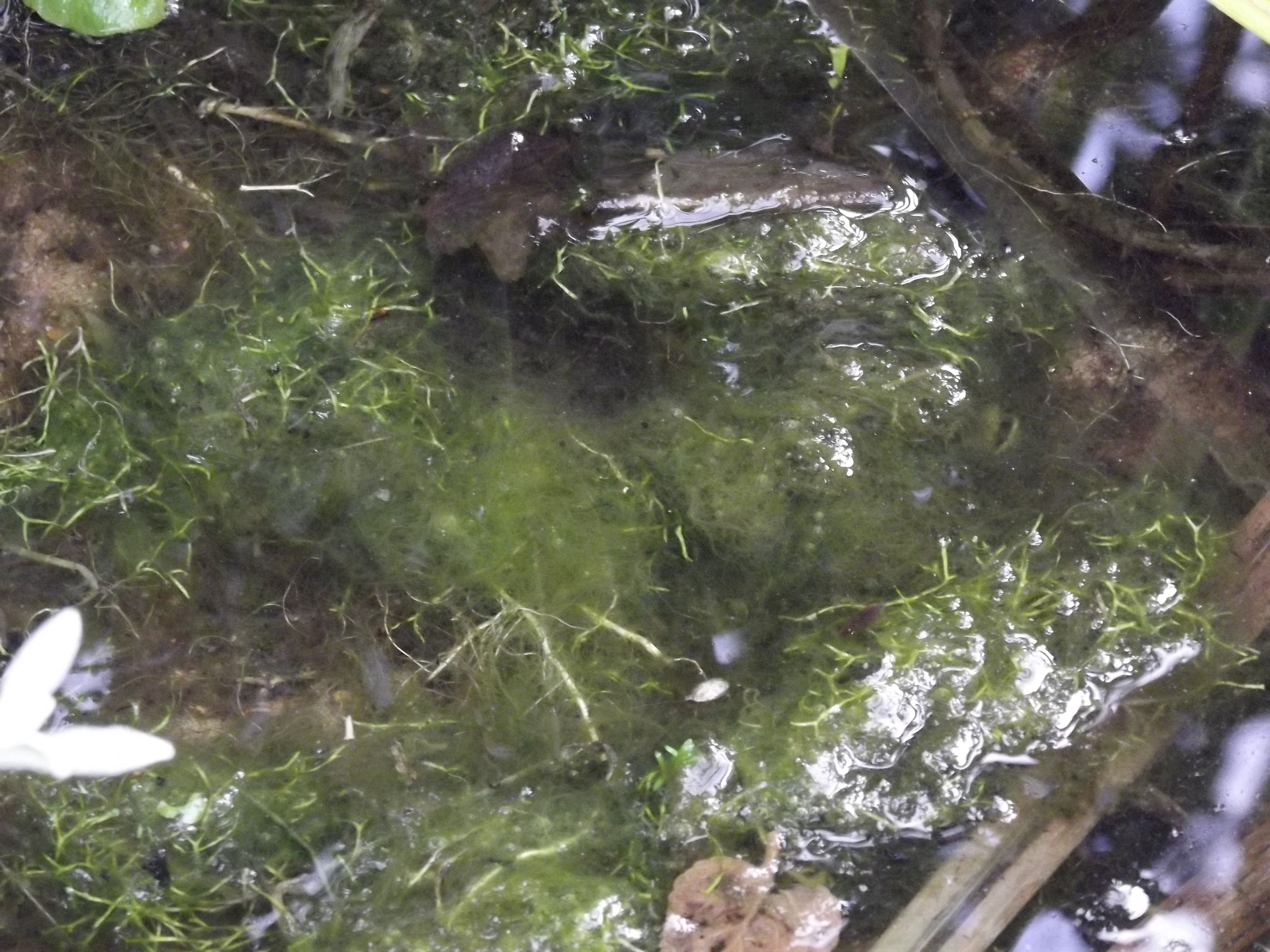
Glony w stawie ogrodowym

Glony, algi (łac. Algae, gr. Phykos) – grupa morfologiczno-ekologiczna, składająca się tradycyjnie z kilku niespokrewnionych linii ewolucyjnych organizmów plechowych, tj. beztkankowych.
Nauka zajmująca się glonami to algologia (fykologia).
Cechami łączącymi gromady składające się na tę grupę jest w większości przypadków autotrofizm i funkcja pierwotnego producenta materii organicznej w zbiornikach wodnych, ewentualnie w miejscach, gdzie woda występuje w małych ilościach (wilgotna gleba, kora drzew) lub okresowo oraz pierwotna, beztkankowa budowa ciała.
Ze względu na zasadniczy podział między prokariontami a eukariontami zdarza się, że za właściwe glony uważa się jedynie organizmy eukariotyczne. Wówczas całą grupę opisuje się jako glony i sinice.
Szacunki liczby gatunków glonów rozciągają się od 30 000 do ponad 1 000 000 (choć pojawiają się również oszacowania na 350 000 000). W serwisie AlgaeBase do połowy 2012 r. zarejestrowano ok. 32 500 gatunków, których nazwy uznano za zweryfikowane i ok. 100 000 nazw, które są albo synonimami taksonomicznymi gatunków zweryfikowanych, albo ich status jest niepewny. Według twórcy tej bazy, liczba gatunków glonów wynosi ok. 72 500, z czego do 2012 r. opisano ok. 44 000.
Według szacunków najliczniejszy współczesny fotoautotroficzny organizm na Ziemi to sinica Prochlorococcus marinus, której populacja liczy 1027 osobników. Podobnie liczne mogą być populacje kokolitoforów.
Skamieniałości sinic (stromatolity) pochodzą nawet sprzed 3,7 mld lat. Znaleziono je w formacji Isua na Grenlandii. Niewiele młodsze (o 220 mln lat) znaleziono w kratonie Pilbara. Jedne z najstarszych skamieniałości eukariotycznych glonów są znane jako Grypania spiralis. Niektóre z nich mogą mieć ponad 2 mld lat, choć istnieją kontrowersje, co do ich rzeczywistego pochodzenia, podczas gdy niekontrowersyjne pochodzą sprzed 1,6 mld lat z indyjskiej formacji Rohtas (Windhja). Istnieją przypuszczenia, że glonowe pochodzenie mogą mieć skamieniałości odkryte w osadach jeziornych w południowej Afryce przez zespół Józefa Kaźmierczaka, jako że prezentują komórczakową budowę syfonalną. Datowane są one na ok. 2,8-2,7 mld lat, co czyniłoby je najstarszymi znanymi szczątkami eukariontów.
Na początku XX wieku termin „glony” zapożyczył z gwary góralskiej polski botanik Józef Rostafiński i wprowadził do systematyki botanicznej.

## Systematyka
Glony były uważane za takson w początkowym etapie rozwoju systematyki. W miarę jej postępów, zrozumiano, że podobieństwa różnych organizmów określanych tą nazwą nie oznaczają ich pokrewieństwa. Częste zmiany systematyki spowodowały, że nazwy, zwłaszcza zwyczajowe (w językach narodowych), jak zielenice czy golden algae, mogą w różnych systemach klasyfikacyjnych oznaczać w przybliżeniu tę samą grupę organizmów, ale o różnej randze taksonomicznej.
Karol Linneusz traktował glony jako takson w obrębie klasy Cryptogamia (rośliny zarodnikowe). Ujęte w jego Species Plantarum rodzaje glonów w większości później przeniesiono do innych grup roślin, grzybów, a nawet zwierząt. Przyjęta przez niego systematyka glonów wyglądała następująco:
- klasa Cryptogamia
  - Algae
    - Jungermannia (rodzaj wątrobowca)
    - Targionia (rodzaj wątrobowca)
    - Marchantia (rodzaj wątrobowca)
    - Blasia (rodzaj wątrobowca)
    - Riccia (rodzaj wątrobowca)
    - Anthoceros (rodzaj glewika)
    - Lichen (rodzaj obejmujący znane wówczas porosty)
    - Chara
    - Tremella (rodzaj grzyba, ale również trzęsidło)
    - Fucus
    - Ulva
    - Conferva (różne szeroko rozumiane glony nitkowate)
    - Byssus (rodzaj śluzowca)
    - Spongia (rodzaj obejmujący znane wówczas gąbki)

W połowie XX w. glony dzielono w następujący sposób:
- królestwo: rośliny
  - typ (gromada): Cyanophyta – glony niebieskozielone
    - klasa: Cyanophyceae – sinice

  - typ (gromada): Phycophyta – glony (inne niż sinice)
    - podtyp Chlorophytina
      - klasa Chlorophyceae – zielenice
      - klasa Charophyceae – ramienice

    - podtyp Chrysophytina
      - klasa Heterocontae (Xanthophyceae)
      - klasa Chrysophyceae
      - klasa Diatomeae – okrzemki

    - podtyp Pyrrophytina
    - podtyp Euglenophytina
    - podtyp Phaeophytina
      - klasa Phaeophyceae – brunatnice

    - podtyp Rhodophytina
      - klasa Rhodophyceae – krasnorosty

W ich liniach rozwojowych dodatkowo wyróżniano grupę bez rangi: Flagellatae (wiciowce), np. w podtypie Chlorophytina rząd Volvocales.
W XX w. w podręcznikach utrwalił się następujący uproszczony podział glonów:
- królestwo: Procaryota – bezjądrowe
  - gromada: Cyanophyta – sinice
- królestwo: Eucaryota – jądrowe
  - podkrólestwo: Plantae – rośliny
    - gromada: Euglenophyta – eugleniny
    - gromada: Pyrrophyta – tobołki
    - gromada: Chrysophyta – chryzofity
      - klasa: Chrysophyceae – złotowiciowce
      - klasa: Xanthophyceae – różnowiciowce
      - klasa: Bacillariophyceae – okrzemki

    - gromada: Chlorophyta – zielenice
      - klasa: Chlorophyceae – zielenice (właściwe)
      - klasa: Conjugatophyceae – sprzężnice
      - klasa: Charophyceae – ramienice

    - gromada: Phaeophyta – brunatnice
    - gromada: Rhodophyta – krasnorosty

Według systemu AlgaeBase (stan wiosną 2014 r.) organizmy określane jako glony należą do następujących taksonów:
- cesarstwo: Prokaryota
  - królestwo: Eubacteria
    - podkrólestwo: Negibacteria
      - typ (gromada): Cyanobacteria
        - gromada (klasa): Cyanophyceae
- cesarstwo: Eukaryota
  - królestwo: Chromista
    -       - typ (gromada):	Bigyra[b]
        - gromada (klasa): Bicosecophyceae
        - gromada (klasa): Blastocystea

      - typ (gromada):	Cercozoa
        - gromada (klasa): Chlorarachniophyceae
        - gromada (klasa): Filosa
        - gromada (klasa): Imbricatea

      - typ (gromada):	Ciliophora[b]
        - gromada (klasa): Ciliatea
        - gromada (klasa): Spirotrichea

      - typ (gromada):	Cryptophyta
        - gromada (klasa): Cryptophyceae

      - typ (gromada):	Dinophyta
        - gromada (klasa): Dinophyceae
        - gromada (klasa): Ellobiophyceae
        - gromada (klasa): Noctilucophyceae
        - gromada (klasa): Oxyrrhida
        - gromada (klasa): Perkinsea
        - gromada (klasa): Syndiniophyceae

      - typ (gromada):	Foraminiferida[b]
        - gromada (klasa): Polythalamea

      - typ (gromada):	Haptophyta
        - gromada (klasa): Coccolithophyceae
        - gromada (klasa): Pavlovophyceae

      - typ (gromada):	Katablepharidophyta
        - gromada (klasa): Katablepharidophyceae

      - typ (gromada):	Ochrophyta
        - gromada (klasa): Aurearenophyceae
        - gromada (klasa): Bacillariophyceae
        - gromada (klasa): Bolidophyceae
        - gromada (klasa): Chrysomerophyceae
        - gromada (klasa): Chrysophyceae
        - gromada (klasa): Coscinodiscophyceae
        - gromada (klasa): Dictyochophyceae
        - gromada (klasa): Eustigmatophyceae
        - gromada (klasa): Fragilariophyceae
        - gromada (klasa): Pelagophyceae
        - gromada (klasa): Phaeophyceae
        - gromada (klasa): Phaeothamniophyceae
        - gromada (klasa): Picophagophyceae
        - gromada (klasa): Pinguiophyceae
        - gromada (klasa): Placidiophyceae
        - gromada (klasa): Raphidophyceae
        - gromada (klasa): Schizocladiophyceae
        - gromada (klasa): Synchromophyceae
        - gromada (klasa): Synurophyceae
        - gromada (klasa): Xanthophyceae

      - typ (gromada):	Telonemia

  - królestwo: Fungi[b]
  - królestwo: Plantae
    -       - typ (gromada): Charophyta
      - typ (gromada): Chlorophyta
      - typ (gromada): Glaucophyta
      - typ (gromada): Rhodophyta
      - typ (gromada): Tracheophyta[b]

  - królestwo: Protozoa[b]
    -       - typ (gromada): Choanozoa
        - gromada (klasa): Choanoflagellatea
        - gromada (klasa): Cristidiscoidia

      - typ (gromada): Euglenozoa
        - gromada (klasa): Bodonophyceae
        - gromada (klasa): Euglenophyceae

      - typ (gromada): Loukozoa
        - gromada (klasa): Jakobea

      - typ (gromada): Metamonada
        - gromada (klasa): Trepomonadea

      - typ (gromada): Picozoa
        - gromada (klasa): Picomonadea

      - typ (gromada): incertae sedis
        - gromada (klasa): Ebriophyceae

Ponadto niektóre mniejsze taksony nie są dokładnie sklasyfikowane, mając status taksonu incertae sedis.

## Charakterystyka glonów

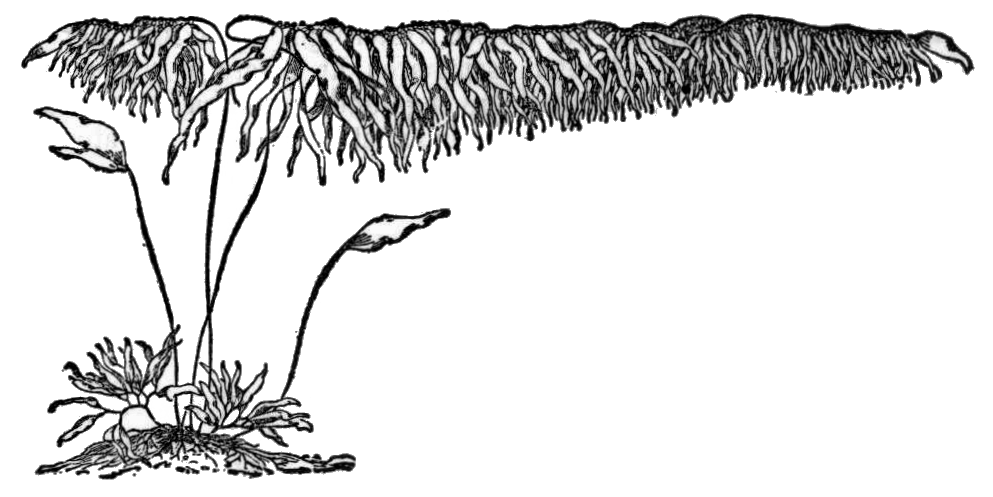
Macrocystis pyrifera

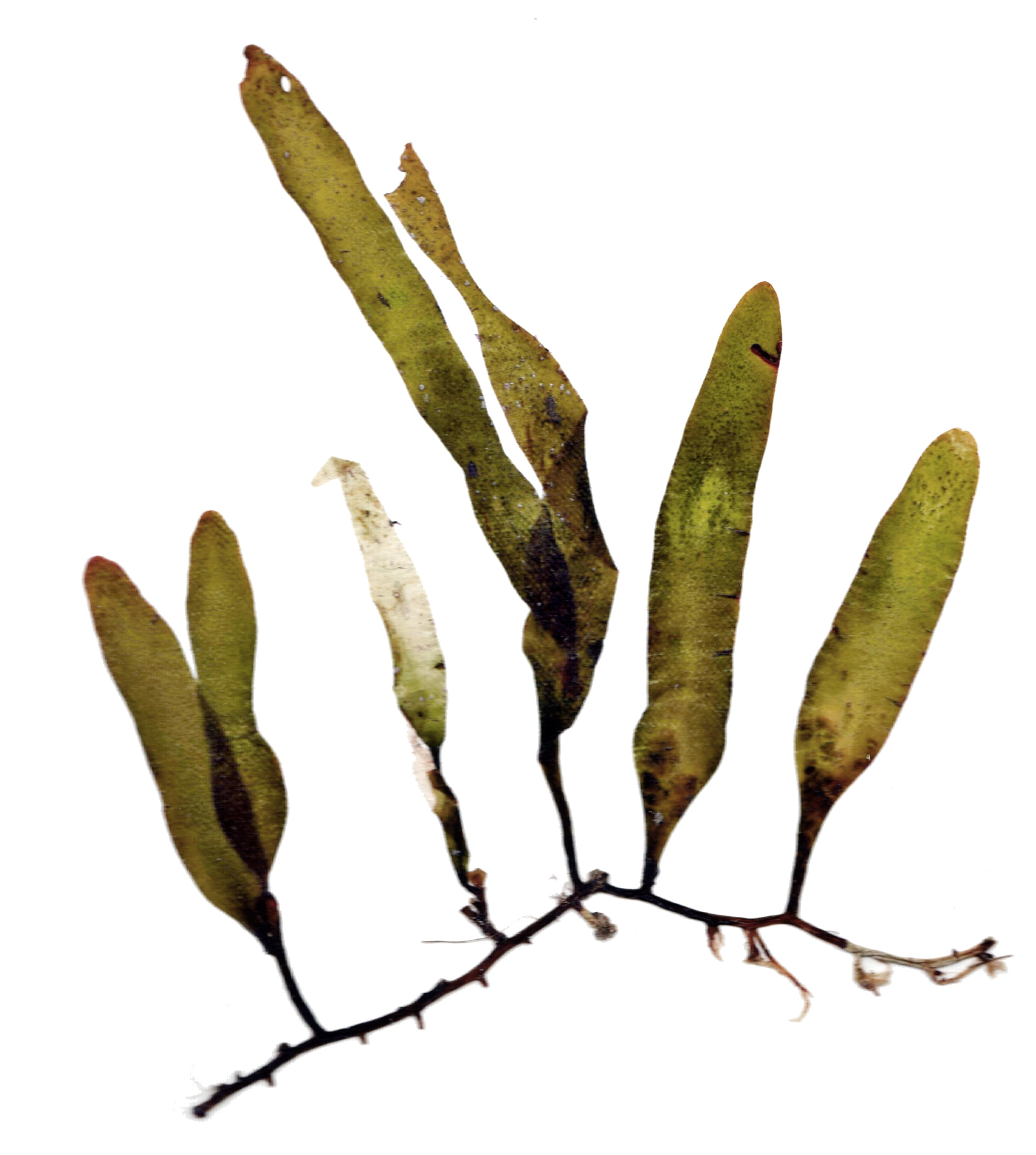
Pełzatka Caulerpa prolifera, forma komórczakowa

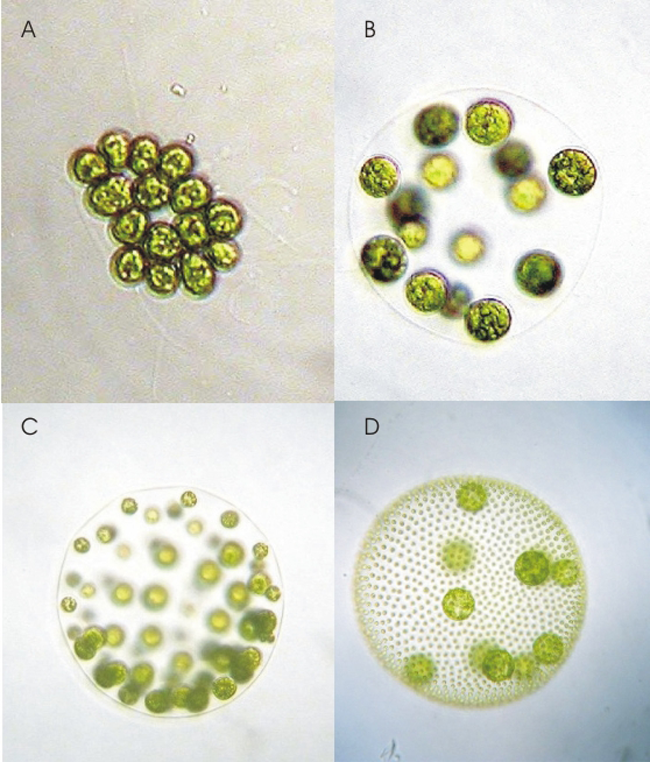
Cztery różne gatunki kolonijnych glonów z rzędu toczkowców Volvocales: (A) Gonium pectorale, (B) Eudorina elegans, (C) Pleodorina californica i (D) toczek Volvox carteri.

Do glonów zalicza się organizmy jedno- lub wielokomórkowe, autotroficzne, czasem mikroskopijnej wielkości, a czasem występujące w postaci rozłożystych plech. U glonów nie występują organy takie jak korzenie, liście, łodygi czy kwiaty. Duże plechowate glony zakotwiczają się w podłożu chwytnikami (rizoidy).
Glony są w większości autotroficzne, a podstawowym barwnikiem fotosyntetycznym jest u nich chlorofil a. Glony z grupy protistów zyskały zdolność fotosyntezy dzięki symbiozie z jednokomórkowymi glonami roślinnymi. Rozpoznaje się je po potrójnej lub poczwórnej błonie wokół chloroplastu, który w rzeczywistości jest znacznie uwstecznionym organizmem endosymbiotycznym żyjącym wewnątrz protisty. Glony roślinne zawierają chloroplasty okryte dwiema błonami śródplazmatycznymi, charakterystyczne również dla roślin wyższych, a ich materiałem zapasowym jest skrobia, która u glonów z grupy protistów występuje jedynie u tobołków. Chloroplasty roślinne powstały w podobny sposób, jednakże na drodze endosymbiozy z sinicą, a nie jak u protistów roślinnych w wyniku symbiozy wtórnej (z glonem roślinnym). Poznaje się je po tym, że otaczają je dwie błony śródplazmatyczne.

## Rozmnażanie
Glony wykształciły szereg różnych sposobów rozmnażania. W wielu wypadkach jedynym sposobem jest u nich rozmnażanie bezpłciowe. Sposobami rozmnażania bezpłciowego u glonów jest fragmentacja plechy, podział komórki oraz wytwarzanie różnego rodzaju zarodników.
Rozmnażanie przez fragmentację plech jest typowe dla wszystkich grup glonów roślinnych. Polega ono na rozpadnięciu się na części plech glonów. Każda, nawet pojedyncza komórka, może dać początek nowemu organizmowi. Rozmnażaniu się glonów przez fragmentację plech sprzyjają prądy morskie, fale, zwierzęta, przepływające statki i łodzie. Fragmentacja, czyli rozerwanie plech, pobudza komórki do podziału, a tym samym do powstawania nowych plech. Przyczepione do poruszających się statków fragmenty plechy glonów mogą być przeniesione na nowe tereny, będące nowym miejscem życia tych roślin.
Rozmnażanie glonów jednokomórkowych przez podział komórki jest najprostszym sposobem rozmnażania. W taki sposób rozmnażają się między innymi okrzemki. Każda młoda komórka otrzymuje od komórki macierzystej wszystkie jej części składowe. Młode komórki otaczają się ścianą komórkową. Powstałe młode osobniki są identyczne jak ich komórka macierzysta. Różnią się tylko rozmiarami.
Rozmnażanie glonów obejmuje szereg różnorodnych zarodników i różne sposoby ich wytwarzania. Zarodniki u glonów powstają we wnętrzu ich komórek i wydostają się na zewnątrz po pęknięciu ściany komórki, w której się wytworzyły.

## Symbioza
Niektóre glony tworzą związki symbiotyczne z innymi organizmami. Takim symbiozom zawdzięczają swe istnienie porosty, wiele koralowców, małży i gąbek. W związkach tych glony dostarczają organizmom gospodarzy produkty procesu fotosyntezy. W przypadku porostów zielenice lub sinice tworzą związki symbiotyczne z grzybami. Mimo iż każdy z komponentów porostu potrafi istnieć samodzielnie – razem zdolni są do opanowywania siedlisk niedostępnych dla poszczególnych gatunków składowych. W symbiozie z koralowcami i małżami występują niektóre bruzdnice (np. Symbiodinium). Z gąbkami wiążą się zielenice. Związki z organizmami zwierzęcymi zapewniają glonom ochronę, podczas gdy gospodarze otrzymują w zamian tlen i węglowodany. Glon żyjący w ciele zwierzęcia lub pierwotniaka "zwierzęcego" nosi nazwę zoochlorelli (w wąskim ujęciu – dotyczy to tylko jednokomórkowych zielenic). Ze względu na kolor, takie symbiotyczne glony dzieli się na zoochlorelle (zielone, zwykle zielenice lub eugleniny) i zooksantelle (żółtobrązowe, zwykle bruzdnice).

## Występowanie
Glony wchodzą w skład planktonu w morzach, oceanach i zbiornikach śródlądowych (jako fitoplankton). Glony żyjące na powierzchni osadów dennych zbiorników wodnych stanowią składnik bentosu (jako fitobentos) a te, które porastają inne powierzchnie (rośliny, kamienie, itp.) tworzą zespół peryfitonu. Glony żyją także poza zbiornikami wodnymi ale w miejscach wilgotnych: w glebie i na jej powierzchni, na kamieniach, pniach drzew, ścianach, a także na śniegu i lodzie (glony naśnieżne).

## Zastosowanie

### Kosmetyki
Glony jako obszerna grupa mają różne zastosowanie m.in.w kosmetologii. Mikroelementy w glonach występują w formie łatwo przyswajalnych biokompleksów i związków metaloorganicznych z polisacharydami (laminaryną), dzięki czemu przenikają przez warstwę lipidową naskórka. Większość z nich jest dobrze przyswajana przez organizm, ponieważ ich skład chemiczny jest podobny do składu plazmy komórkowej człowieka. Stosowane są w kremach, balsamach, żelach, i maseczkach do pielęgnacji twarzy, ciała i włosów. Wodorosty oczyszczają skórę z toksyn, łagodzą stany zapalne, poprawiają koloryt i wygładzają powierzchnię naskórka. Redukują nadmierną ilość gruczołów łojowych, a okłady z glonów używane są w terapii trądziku młodzieńczego. Stosowane są w formie ekstraktów, mączki lub wyizolowanych substancji aktywnych, jako preparat odżywczy, nawilżający, ujędrniający skórę i redukujący cellulit.

### Agar-agar
Agar-agar to substancja żelująca wytwarzana z czerwonych glonów, posiadająca wiele komercyjnych zastosowań. Przede wszystkim jest dobrym medium do wzrostu bakterii i grzybów, ponieważ większość mikroorganizmów nie jest w stanie go trawić. Agar-agar jest także powszechnie stosowanym dodatkiem spożywczym o kodzie E-406, gdzie spełnia rolę analogiczną do żelatyny. Znajduje on także zastosowanie w fotografii, farmacji oraz kosmetyce.

### Kwas alginowy

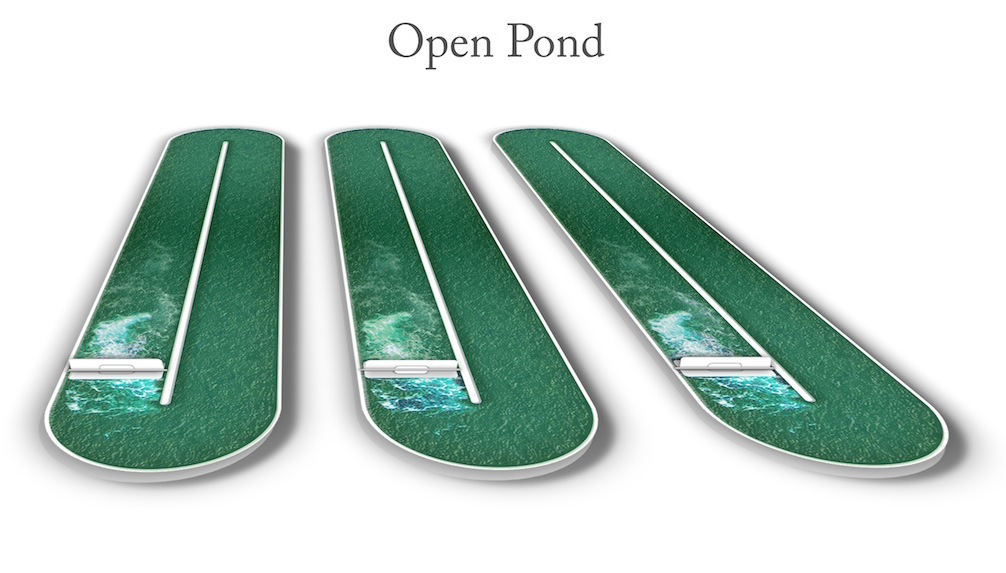
Uprawa glonów w otwartym zbiorniku.

Kwas alginowy jest ekstrahowany z brązowych alg, jego zastosowania sięgają od substancji żelującej w produktach spożywczych, po opatrunki. Jest także wykorzystywany w kuchni molekularnej oraz biotechnologii jako biokompatybilne medium do enkapsulacji i immobilizacji komórek.
Rocznie pomiędzy 100000 a 170000 ton (mokrej masy) wielkomorszczy jest zbierana w USA w stanie Nowy Meksyk w celu ekstrakcji kwasu alginowego i jako pasza dla słuchotek.

### Źródło energii
Aby osiągnąć konkurencyjność na rynku i stać się niezależnym od państwowego wsparcia, biopaliwa powinny się cechować podobnymi lub niższymi kosztami, niż paliwa kopalne. Biopaliwa na bazie glonów mają pod tym względem dobre perspektywy rozwoju, głównie ze względu na możliwość produkcji większej ilości biomasy na jednostkę powierzchni, niż jakakolwiek inna forma biomasy. Szacuje się, że punkt rentowności dla biopaliw na bazie glonów nastąpi przed rokiem 2025.

### Nawóz
Od setek lat glony były używane jako nawóz. Dzisiaj glony są wykorzystywane przez ludzi na wiele różnych sposobów, na przykład jako nawozy, środki poprawiające kondycje gleby i pasza dla zwierząt. Makro- i mikroglony są uprawiane w zbiornikach lub stawach i są zbierane lub wykorzystywane do uzdatniania ścieków pompowanych przez uprawę. Wielkoskalowa akwakultura w wielu miejscach jest ważnym typem akwakultury. Krasnorosty maerl są powszechnie używanym środkiem poprawiającym kondycję gleby.

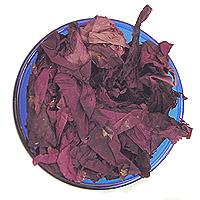
Jadalna rodymenia palczasta.

### Żywność
Glony morskie są ważnym źródłem pożywienia, zwłaszcza w Azji. Zawierają one wiele witamin, w tym witaminy: A, B1, B2, B6, niacynę i witaminę C oraz są bogate w jod, potas, żelazo, magnez i wapń. Komercyjnie uprawiane mikroalgi i cyjanobakterie są sprzedawane jako suplementy diety, np. spirulina, Chlorella i suplementy z witaminą C z glonów z rodzaju Dunaliella, cechującego się dużą zawartością beta-karotenów.
Glony są składnikami kuchni narodowych wielu krajów. W samych Chinach konsumuje się ponad 70 gatunków glonów oraz 发菜 (fat choy) – sinice, które są uważane za warzywo. W Japonii tradycyjnie konsumuje się ponad 20 gatunków glonów, w Irlandii rodymenię palczastą, w Chile Durvillaea antarctica. W Walii glony laver są wykorzystywane do produkcji chleba laverbread lub bara lawr. W Japonii bardzo popularne są glony nori i aonori, których Koreańskim odpowiednikiem są glony gim. Spożywa się je także na zachodnim wybrzeżu Ameryki Północnej, na obszarze od Kalifornii do Kolumbii Brytyjskiej i na Hawajach. Także kuchnia Maorysów z Nowej Zelandii zawiera glony. Ulwa sałatowa i Alaria esculenta są składnikami wykorzystywanymi w sałatkach w Szkocji, Irlandii, Grenlandii i Islandii.
Oleje pozyskane z niektórych wodorostów cechują się wysoką zawartością nienasyconych kwasów tłuszczowych. Na przykład Parietochloris incisa zawiera do 47% kwasu arachidonowego. Niektóre rodzaje glonów zawierają długołańcuchowe kwasy tłuszczowe omega-3, w tym DHA (dokozaheksaenowy) i EPA (eikozapentaenowy). Ryby także zawierają kwasy omega-3, ale ich oryginalnym źródłem są glony (zwłaszcza mikroglony), które są zjadane przez morskich roślinożerców, np. skorupiaki z rzędu widłonogów i utylizowane w łańcuchu pokarmowym. W ostatnich latach nasila się moda na glony jako źródło kwasów omega-3 wśród wegan i wegetarian, którzy nie mogą pozyskać tego składnika z innych źródeł, takich jak np. siemię lniane, które zawiera jedynie krótkołańcuchowy kwas alfa-linolenowy (ALA).
Z drugiej strony, istnieją doniesienia o podwyższonej zawartości w niektórych suplementach diety opartych na mikroglonach substancji toksycznych (np. mikrocystyn, związków glinu), co wynikać może najprawdopodobniej z nieprawidłowych metod ich hodowli na cele przemysłowe.

### Kontrola zanieczyszczenia
- Ścieki mogą być oczyszczane przy pomocy glonów, redukując potrzebę wykorzystywania dużych ilości chemikaliów, które w przeciwnym wypadku byłyby wymagane.
- Glony mogą być wykorzystywane do oddzielania nawozów, które uległy odpływowi z terenów rolniczych. Zebrane wzbogacone glony mogą zostać następnie wykorzystane jako nawóz.
- Akwaria i stawy mogą być filtrowane przy użyciu glonów, które absorbują składniki odżywcze z wody przy użyciu filtra glonowego[29][30][31][32].

Naukowcy zauważyli, że 60-90% odpływu azotu oraz 70-100% odpływu fosforu może zostać wyizolowane ze ścieków odpływających z gnojowicy, przy użyciu horyzontalnego filtra glonowego (ATS). Naukowcy zaprojektowali filtr składający się z płytkich przewodów siatki nylonowej, gdzie kolonie glonów mogły się formować, a następnie studiowali jego efektywność przez trzy lata. Odkryli, że glony mogą z łatwością być wykorzystywane do zmniejszania zanieczyszczenia nawozami wód rzecznych, potoków i morskich. Zebrane i wysuszone wodorosty były poddane dalszym badaniom, które wykazały, że ogórki i kukurydza rosły równie dobrze nawożone glonami z filtra glonowego, jak i komercyjnymi nawozami. Filtry glonowe wykorzystujące wymuszony ruch pionowy wody lub spływ grawitacyjny, także są wykorzystywane do filtrowania akwariów i stawów. 

### Bioremediacja
Zaobserwowano, że glon Stichococcus bacillaris kolonizuje żywice silikonowe wykorzystywane na stanowiskach archeologicznych, biodegradując tą syntetyczną substancję.

### Pigmenty
Naturalne pigmenty (karotenoidy i chlorofile) produkowane przez glony mogą zostać wykorzystane jako alternatywy dla syntetycznych barwników. Obecność poszczególnych barwników oraz ich koncentracja są specyficzne dla danego gatunku. Analiza ich koncentracji z wykorzystaniem różnych metod analizy, zwłaszcza wysokosprawnej chromatografii cieczowej, pozwala na określenie składu taksonomicznego glonów w próbkach wody morskiej.

### Substancje stabilizujące
Karagen pozyskiwany z czerwonych glonów chrząstnica kędzierzawa jest wykorzystywany jako stabilizator produktów mlecznych i innych.